# Sebastián Rozental
Sebastián Rozental Igualt - em hebraico, סבסטיאן רוזנטל (Santiago do Chile, 1º de setembro de 1976), também conhecido como Sebastián Rozental, é um ex-futebolista chileno com nacionalidade israelense.

## Biografia
De descendência judaica, Rozental (escrito assim mesmo, sem o "H") iniciou sua carreira na equipe da Universidad Católica, em 1992. Em 1997, transfere-se para o Rangers. No clube escocês, cujos torcedores são protestantes, Rozi entrou para a história ao se tornar o primeiro judeu a vestir a camisa azul.
Em 2000, vai para o Independiente da Argentina (por empréstimo), mas atuou pouco pela equipe (sete partidas e nenhum gol) e em seguida, vai jogar no Colo-Colo, equipe mais popular do Chile, também emprestado pelo Rangers. No ano seguinte, assina com o Grasshopper da Suíça.
Em 2002, retorna para o Independiente. Em 2003, regressa ao Chile, onde permanece até 2005. Nesse período atua pela Unión Española e, novamente, pela Universidad Católica. Nesse mesmo ano transfere-se para o Puerto Rico Islanders, uma equipe de Porto Rico que jogava na USL First Division, uma espécie de Segunda Divisão da MLS.
Em 2006, joga pelo Columbus Crew e, após obter cidadania israelense, vai para o Maccabi Petah Tikva, e no ano seguinte, muda-se para o Maccabi Netanya, onde encerrou a carreira em 2008, com apenas 31 anos. 

## Seleção do Chile
Na Seleção do Chile, Rozi jogou 27 partidas e marcou 2 gols.
Com La Roja, participou de um único torneio: a Copa América de 1995. Era muito cotado para participar da Copa de 1998, mas acabou preterido por Nelson Acosta.

## Títulos
- Universidad Católica: Copa Interamericana (1994); Copa Chile (1995)
- Rangers: Campeonato Escocês (1997, 1999, 2000); Copa da Liga Escocesa (1999)
- Grashopper: Superliga Suíça (2003)